# アサルト・ドラグーン
アサルト・ドラグーンとは、『スーパーロボット大戦シリーズ』に登場する、バンプレストオリジナルの架空のリアルロボットである。略称はA.D.。

## 概要
フレモント・インダストリー（FI）社が開発した強襲型機動兵器。アサルト・ファイター（AF）と呼ばれる航空戦闘機から発展した。
機動性を生かした戦法を得意とし、AF形態への変形機構を持ち空中戦闘を可能にした機体も存在する。また、高性能のマン・マシン・インターフェイスや遠隔操作式の支援砲塔システムなど、独自の装備を持つ。
初出は『スーパーロボット大戦64』。後に『スーパーロボット大戦A』に登場したアシュセイヴァーに関して、プロデューサーの寺田貴信は『電撃ホビーマガジン』の連載中で「『64』に登場した機動兵器をモチーフないしは元ネタとしているだけで設定上関連は無い」と語っている。本項では『64』の機体と『A』や『OG』シリーズに登場した機体を分けて解説する。

## 64オリジナル
『64』の世界ではZ&R社のヴァルキュリアシリーズと制式機の座を争っており、プレイヤーが選択したほうが制式機となる。

### ソルデファー
アサルト・ドラグーンの試作機。ムゲ・ゾルバドス帝国の求める「独自の地球製兵器」として開発された。大出力のジェネレーターを搭載し、高い機動性を誇る。
操縦者の脳波パターンを解析・記録して操縦を補佐する「簡易入力システム」を搭載している。当初アーク自身にも「何に使うデバイスなのか分からない」とされていたが、アシュクリーフに使用されたD.P.Sの試験的な物と分かり、アークにアシュクリーフが任される要因となる。
ノウルーズの試験運用開始を機にFI社の反帝国グループによってレジスタンスに流されたが、起動テスト中に帝国軍に襲撃されたところをアークが偶然発見し、乗り込むことになる。
武装
ビットガン
「ビット（小片）」と呼ばれる特殊な弾体を射出するレールガン。加速に必要な長さの砲身と大きなエネルギーチャンバーを持ち合わせるため、長銃身となっている。ゲーム中ではビームのようにも見える演出がなされている。

### ノウルーズ
ソルデファーのデータを基にしたA.D.の正式採用機。簡易入力システムは省略されたが基本性能は非常に高い。武装はソルデファーと同じ。アシュクリーフの開発と並行して量産化が進められたが実現しなかった。
名前の由来はペルシア語で「新たな日（新年の始まりの日）」から。

### アシュクリーフ
ソルデファーの後継機。大気圏内でも飛行可能なAF形態へ変形可能。
簡易入力システムを基にしたマン・マシン・インターフェイス（搭乗者の脳波パターンを解析・記録した後、機体側からのフィードバックによって半強制的に同調させるシステム）を採用する。さらに戦況分析や戦闘パターンを搭乗者の思考にフィードバックする「D.P.S.」（ダイレクト・プロジェクション・システム）により操縦をサポートさせているが、解析しやすい脳波パターン、さらにはパイロットが強靭な意志力をもたなければ適応できず、これらの要求に応えられない場合はD.P.Sがパイロットの精神をデバイスとして取り込んでしまう危険性がある。脳波パターンに関してはソルデファーの簡易入力システムに解析されることより、学習されたものを引き継ぐことで解決した。アークが初めて搭乗した際は機体と過度に同調してしまい、取り込まれかけた。また、レラの残留思念のようなものと対面していた。
武装
スプラッシュブレイカー
自動誘導砲塔システム。推進装置を搭載した小型砲塔「スプラッシュ」を機体肩部から複数放出し、直前にインプットされた標的に対して攻撃させる。直線的な動きに限らず複雑な軌道を描くため、捕捉され難い。アシュクリーフ本体のコンピュータが敵をロックオンして誘導する仕組みであるが、一機のスプラッシュに対して一つの標的しか定められない。同じスプラッシュに違う敵を狙わせる際は、一度本体のコネクター「ベッセル」に戻して充電、再プログラミングしなくてはならない。
劇中での活躍
帝国の撤退により開発計画が頓挫し、操縦系の特殊性ゆえに月基地に放置されていたが、アナハイム・エレクトロニクスが回収してマーチウィンドに渡り、アークの乗機となる。

## シャドウミラー系

### アシュセイヴァー
Aでは、パイロット登録制で運動性重視の機体。
Aでの正式名称はASKカスタム・アシュセイバー。
エネルギー兵器と実弾兵器を併せ持つ武装の多様性に加え、対ビームコーティングやジャマーなど防御面にも優れた装備を有する。各ブロックが分割しやすい構造となっており、将来の量産化を考慮している他に誘爆率を下げる目的がある模様。全体的にバランスが取れており、特に中距離戦闘を得意とするが遠距離戦も優秀。
OGsでは、指揮官用機として製造された強襲用人型機動兵器。設定ではアサルト・ドラグーンのカテゴリに属すると明記されている。またアシュクリーフと同様に“搭乗者の脳波パターンを解析・記録した後、機体側からのフィードバックによって半強制的に同調させるシステム”『AETOS』を搭載する。
武装
レーザー・ブレード
レーザー刃の剣で目標を切り裂く。『OG』シリーズでは汎用武器扱い。
ファイア・ダガー
胸部から多弾頭ミサイルを発射する。
ガン・レイピア
手持ちの銃から細長いビーム弾を連射する。『OG』シリーズでは汎用武器扱いで、『OGs』でALLW（全体攻撃・ダブルアタック）属性になったが、『第2次OG』でこの特性は失われる。『A PORTABLE』ではバリア貫通属性がある。
ハルバードランチャー（ハルバート・ランチャー）
手持ちのランチャーから複数の光線（ビーム属性ではない）を同時に撃ち出す。丸い弾体だった物が爆散するように飛ばされる、一部のパイロットは使用時に距離算出と加速度設定を行っている台詞がある。『OGs』では全体攻撃属性。
『OG』シリーズでは名称がハルバート・ランチャーに改められている。『A PORTABLE』ではオリジナルを踏襲してハルバードランチャーのままであるが、音声を『OGs』から流用したため、台詞と武器名に齟齬が生じている。
ソードブレイカー
肩部に6機装備した自動誘導可能な攻撃ユニットを射出する。攻撃ユニットは鋏のような形状をしており、展開してレーザーを撃つほか、ユニット自体が目標を打突することも考慮されている。スプラッシュブレイカーと並び、いわゆる『ガンダムシリーズ』におけるファンネルの位置を占める武装。この戦闘アニメーションは、『R』ではエクサランス・コスモドライバーのフェアリー、『D』ではジェアン・シュヴァリアーのブレード・ビットにそれぞれ流用されている。『OG2』においても、ほぼ同じ動きで再現された。
劇中での活躍
A
主人公機のひとつで、リアル系であれば男女とも選択可能。攻撃力は主人公機の中で最低であるが、運動性は最高クラスで性能は上々。装甲は薄くHPも少ないが、ジャマーとビームコートを備え切り払いも可能なため防御面も充実している。撃ち合いから切り込み役まで幅広い運用をこなせる高性能機である。主人公が搭乗機に選ばなかった場合、ライバルもしくはレモンが専用機として搭乗し、一般のシャドウミラー兵が搭乗することはない。ソードブレイカーは使用条件に「一定以上のパイロットレベル」があり序盤は使えない。しかし長射程かつ移動後に使用可能、さらに切り払い不可という高性能武装であるため、使用可能になると戦力が跳ね上がる。主人公機の共通特性として強化パーツスロットが3つあるため、V-UPユニットとの相性も良い。
A PORTABLE
レモンがヴァイスセイヴァーに搭乗するため、主人公とライバル以外は搭乗しなくなった。連続ターゲット補正の導入により、GBA版より回避能力が相対的に下がっている。フル改造するとカスタムボーナスで飛行可能になる。ソードブレイカーの性能は『A』に準じるが最低射程が『A』の2から3に変わり、援護には使いにくくなっている。ガン・レイピアにバリア貫通属性が付いたが10発しかないため多用できないのが欠点。
OG2（GBA版）
3機が存在。1号機にはレモン、2号機にはアーチボルドが搭乗。3号機は特定条件を満たすとラミアに渡され、自軍機として使用できる。『A』と異なり汎用機扱いでラミア以外でも乗り換え可能である。ソードブレイカーはパイロットレベルが関係なくなり、移動後の使用が不可となったが射程は延びている。ガン・レイピアは移動後攻撃可能武器になった。
OGs
OG2序盤でレモンが搭乗する他、GBA版では搭乗機会の無かったアクセルが追加シナリオで使用する場面が描かれる。終盤ではアクセルはソウルゲイン、アーチボルドはジガンスパーダ、レモンは後述のヴァイスセイヴァーに乗るため敵としての出番が激減した。なお、アクセルはソウルゲインに乗り換える前は本機を愛用していた模様。GBA版と同様に条件を満たせば入手可能であるが、バリア貫通属性の武器を持たないので終盤は幾分不利になる。
OG外伝
最初からクロガネに搭載されている。
第2次OG
クロガネに搭載されており、合流後に使用可能になる。
OGクロニクル
「ヒゲの神さまの中の人はハラペコ」に登場。回想場面で「向こう側」にいた頃のアクセルが搭乗していた。
ジ・インスペクター
転移の際に中破したソウルゲインの代替機としてアクセルが搭乗しオペレーション・プランタジネットでの戦闘に参加。レーサーブレードを用いた近接戦闘でアルトアイゼンの四肢を両断し大破させた。終盤はソウルゲインの修復が終わりアクセルが乗り換えたことで出番がなくなる。飛行能力を持つ他、ソードブレイカーのユニットが糸鋸のようにレーザー刃を展開して目標を切り裂くなど、ゲーム版とは異なる描写が散見される。
また、回想シーンにてヴィンデル専用カラーの機体が一部分のみだが登場している。

### 量産型アシュセイヴァー
アシュセイヴァーの量産型。「向こう側」でもシャドウミラーが使用しており、「こちら側」での量産はアースクレイドル内で行われた。コスト面の都合でソードブレイカーは省略されたが、他の武装や防御装備は試作機と同等のものを持つ。
カラーリングは試作機のスカイブルーからライムグリーンに変更。GBA版『OG2』では試作機との違いは色のみでデザインは完全に同一（ソードブレイカーらしきものも肩部に装備されているが武装データとしては存在しない）だったが、『OGs』では頭部がツインアイからゴーグル状に変更され、ソードブレイカーも完全に排除された。『ジ・インスペクター』ではGBA版に準拠したデザインで登場。
GBA版『OG2』では文字数の都合で「アシュセイヴァー・M」と表記されている。

### ヴァイスセイヴァー
アシュセイヴァー2号機を改造したレモン専用機。レーザー・ブレードやガンレイピアはオミットされ、代わってO.O.ライフルを装備。
武装
ファイア・ダガー
ハルバート・ランチャー
アシュセイヴァーのそれと同様。
O.O.ライフル
「オーバー・オクスタン・ライフル」の略。ヴァイスリッターのオクスタン・ランチャーやビルトファルケンのオクスタン・ライフルと同様、実弾とビーム弾の撃ち分けが可能だが、ゲーム内では一回の攻撃でビームと実弾を同時に撃つ（ヴァイスリッター、ビルトファルケンで言うところのWモード）のみで単独の撃ち分けはできない。
戦闘アニメーションではラピエサージュのO.O.ランチャーとの違いは見られないが、性能は異なる。
ソリッド・ソードブレイカー　
ソードブレイカーの改良型。搭載数がアシュセイヴァーより増えて計8機になり、装備位置も肩から背中に変更されている。
劇中での活躍
OGs
GBA版からの移植において新規で設定された機体のひとつ。エクセレンのヴァイスリッターがゲシュペンストMk-IIの改造機であるのに対し、本機がアシュセイヴァーの改造機であることは、｢向こう側｣と「こちら側」の量産試作機をカスタムしたという点で共通する。「ヴァイス」を関する名称も含め、エクセレンとレモンの関係を暗示するかのようになっている。
『無限のフロンティア スーパーロボット大戦OGサーガ』予約特典のドラマCDでは、「向こう側」にいた時から本機を使用していたことが窺える。
ジ・インスペクター
シャドウミラーとの最終決戦時にレモンが搭乗。エクセレンのライン・ヴァイスリッターと互角に渡り合ったが、ハウリング・ランチャーXの直撃を受けて大破した。
A PORTABLE
GBA版と異なり、主人公機の種類に関わらずレモンは本機を使用。
ボイスをOGsから流用するためだと見られる。

### ラピエサージュ
アースクレイドルにて、試作型3機の他に新規製造されたアシュセイヴァーをベースとしたカスタム機。ATX計画の機体のデータが流用されており、武装などに共通点が見られる。脚部にはランドグリーズのパーツも流用されている。アンジュルグと同様の自爆システムも持つ。操縦系にゲイム・システムを使用。
名前の由来はフランス語の「継ぎ接ぎ」で、フリッケライ・ガイストと共通する意味を持つ。また「U.U.N（Uncanny Ultimatum Nail）」という同名の必殺技も有する。
武装
スプリットミサイルH
ビルトファルケンのそれと同様のMAP兵器。
マグナム・ビーク　
右腕に装備。刃状の先端を持つ3連装パイルバンカー。アルトアイゼンのリボルビング・ステークに類似した武装。
O.O.ランチャー
「オーバー・オクスタン・ランチャー」の略。設定上は実弾とビーム弾の撃ち分けが可能だが、ヴァイス・セイヴァー同様にゲーム内では同時撃ちのみとなっている。
必殺技
U.U.N
マシンキャノンとスプリットミサイルHで牽制射撃の後、敵機に接近してマグナム・ビークで吹き飛ばし、最後はO.O.ランチャーをEモードで発射する。正式名称はUncanny Ultimatum Nail（アンキャニー・アルティメイタム・ネイルズ）。なおこの武器の名称はリアルロボットレジメントにおけるフリッケライ・ガイストが初出。
劇中での活躍
OG2
ソウルゲインが修理中のアクセルのために開発されたが、「ベーオウルフ（キョウスケ）のデータが使われている」との理由で搭乗を拒否（『OGs』では「ソウルゲインの方が合っている」とし、本機をラミアに渡して決着をつけたいとも発言）したためオウカの乗機となり、アギラやイーグレット・フェフの意向でゲイム・システムも追加搭載された。アースクレイドル内部での決戦まで使用され、最後はマシンセルによって復活したアギラの量産型ベルゲルミルを道連れに爆散した。
ジ・インスペクター
OG2同様アクセル用に開発されたが、彼の「こちら側」への転移、ならびにシャドウミラー本隊への合流が遅れたため、オウカに渡っている。オウカは初登場時から本機に乗っているため、ビルトファルケンおよびビルトビルガーよりも先に登場しているため、両機のデータが反映されたという設定は無視、あるいは変更された模様。

#### ラピエサージュ・ファントゥーム
『ジ・インスペクター』第21・22話に登場したアニメオリジナルの機体で、ラピエサージュの強化型。ゲイム・システムの稼働時間の延長、マシンセル導入による自己修復能力を付与されている。コクピット内部に操縦桿やレバーに類するものは一切無く、オウカが生体部品として組み込まれたような状態になっている。
劇中、全体像が明確に描かれなかったためフォルム以外は原形をとどめているように見えたが、DVD第8巻の解説で設定画が記載され、全体像が明らかになった。それによると脚部が大出力スラスターに換装され、背面ブレードウイングも大型化し機動力が大幅に強化されている反面、歩行能力が大幅に下がっている。胸部には増加装甲が備えられ、エネルギーフィールド発生装置も搭載されたため防御面でも隙のない機体に仕上がっている。ファントゥームへの換装は短期間で行われたが、これはオウカが原型機のパイロットに任命された頃から強化策が同時進行しており、あらかじめ短期間で換装できるように調整されていたためとされている。
O.O.ランチャーのビームでフェアリオン・タイプGのエネルギーフィールドを突破して中破させたのを皮切りに、人格を消去されたオウカの戦闘能力でアラド達を圧倒した。出力も向上しているのか、O.O.ランチャーとSRXのザイン・ナックルがぶつかった際、不意打ちではあったがSRXを押し返し転倒させるパワーを見せている。その後、自我を取り戻したオウカによってマシンセル活性化状態のソルグラビリオンに特攻。コードATAを発動し諸共に大破・消失した。
名称はフランス語で『継ぎ接ぎの亡霊』という意味になり、フリッケライ・ガイスト（ドイツ語で『継ぎ接ぎの亡霊』）とのネーミング上の関連性がより深くなった。

### ゲーム
- スーパーロボット大戦64
- スーパーロボット大戦A
- スーパーロボット大戦ORIGINAL GENERATION2
- スーパーロボット大戦OG ORIGINAL GENERATIONS